# Улица Арклю
У́лица Арклю (лит.  Arklių gatvė) — живописная улица в Старом городе Вильнюса. Соединяет стык улиц Диджёйи и Вокечю и площадь Ротушес (Ратушную площадь) с улицами Вису Швянтую и Базилийону. Длина улицы около 430 м. Нумерация домов начинается от перекрёстка с улицей Диджёйи (площадью Ротушес); по левой восточной стороне чётные номера, по правой западной — нечётные. На улице насчитывается 26 домов. На Арклю располагаются Государственный молодёжный театр Литвы, Вильнюсский театр «Леле» (Arklių g. 5), Библиотека музыки и искусства Muzikos ir meno biblioteka (Arklių g. 20).
На улицу выходят с восточной стороны улицы Этмону, перекрёсток Пасажо, с западной — сквер Лаздину Пеледос (Lazdynų Pelėdos skveras с памятником двум литовским писательницам сёстрам, выступавшим под общим псевдонимом Лаздину Пеледа) и Кармелиту.

## Название
Носила название Конской улицы (ulica Końska), со второй половины XIX века называлась Полицейским переулком.

## Описание
В начале улицы, от Вокечю до Молодёжного театра, мостовая вымощена булыжником, далее покрытие асфальтовое. Некоторые здания являются памятниками истории и архитектуры.
Памятником архитектуры, охраняемым государством, является жилой дом под номером 4 (Arklių g. 5) — здание готики и отчасти ренессанса (код в Регистре культурных ценностей Литовской Республики 37). В конце XV — первой половине XVI века был построен одноэтажный северный корпус. В середине XVI века здание было расширено. В конце XVI века были сооружены южный корпус и ограда вдоль улицы, которая в XVII веке была надстроена. В конце XVII века оба корпуса принадлежали купцу Цехановичу, в 1777 году перешли в собственность бурмистра Ф. Кособудского, а с 1787 года принадлежали бурмистру Яну Дубинскому. В 1984 году здание было отреставрировано по проекту архитекторов Бируте Пятравичюте и Эляны Урбонене.

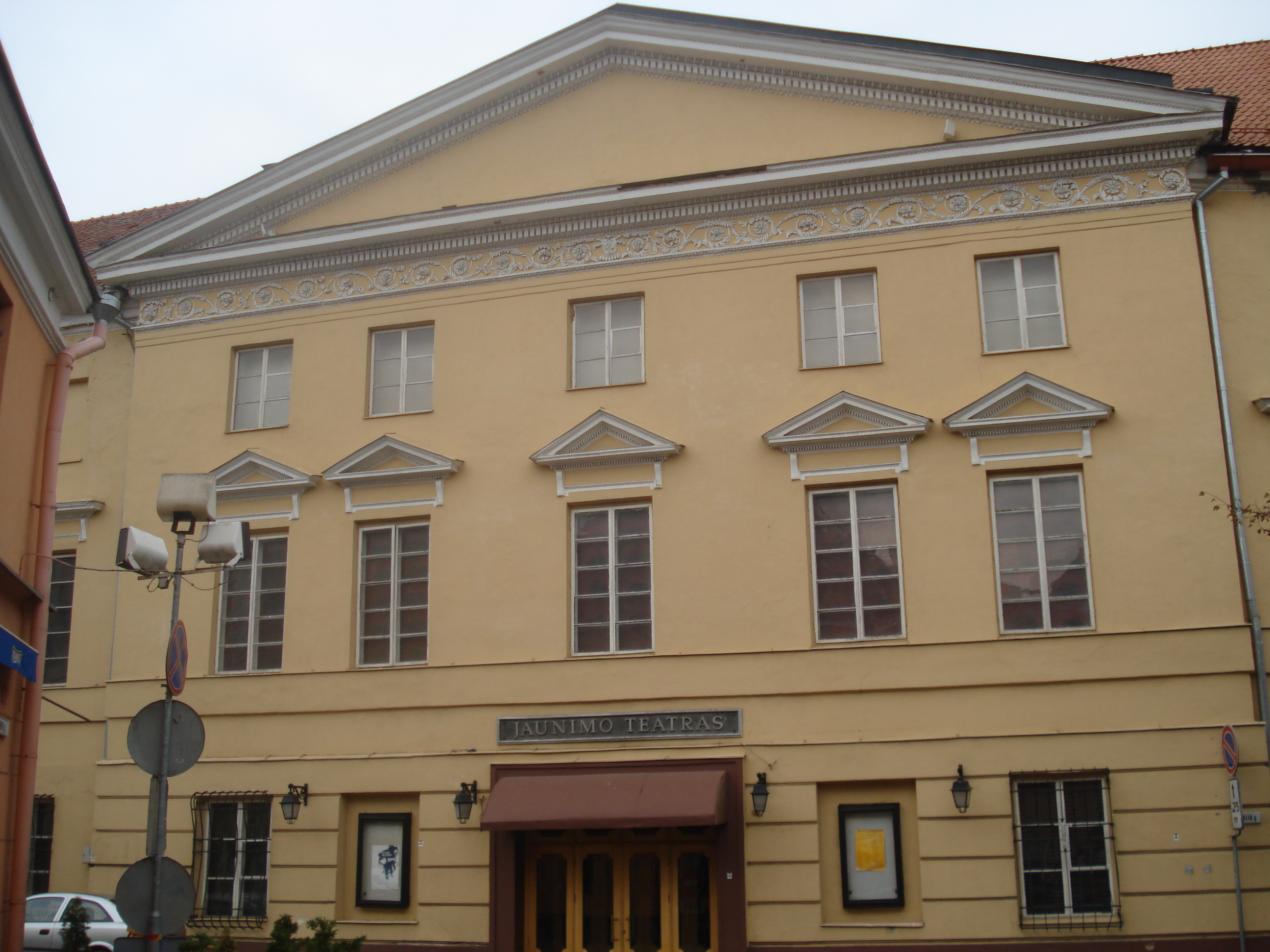
Дворец Огинского

Охраняется государством комплекс зданий бывшего дворца Игнатия Огинского по адресу Арклю 5 / Руднинку 8 (Arklių g. 5 / Rūdninkų g. 8); код в Регистре культурных ценностей Литовской Республики 37). В середине XVII века — XVIII веке вельможи Огинские приобрели несколько зданий в этой части города. На их месте в первой половине  XVIII века был возведён большой корпус дворца, в середине XVIII века — малый корпус с флигелем. Вокруг просторного двора сформировался единый ансамбль позднего барокко. В эпоху классицизма дворец реконструировался. Фасад улицы Арклю реконструировал архитектор Ян Хаутинг, фасад, выходящий на улицу Руднинку — Томаш Руссель.
В середине XIX века комплекс дополнился жилым зданием. Во второй половине XIX века в зале дворца проходили дворянские собрания и балы, устраивались балы и концерты. В межвоенный период в помещениях ансамбля располагались еврейская гимназия, мастерские, обувная фабрика, торговые лавки, квартиры. Во время Второй мировой войны в части зданий дворца действовал театр виленского гетто.
После Второй мировой войны во дворце некоторое время действовал дом культуры милиции. В 1972—1982 годах по проекту архитекторов Антанаса Кунигелиса, Бируте Чибирайте, Виталии Стяпулене главное здание ансамбля дворца Огинских был приспособлен для кукольного театра «Леле» и Молодёжного театра.
К охраняемым объектам относится жилой двухэтажный дом по адресу Арклю 16 (Arklių g. 16) с чертами архитектуры готики, барокко, классицизма. Здание из двух корпусов возведено в XV—XVI веках. В XVII—XVIII веках дом принадлежал располагавшемуся неподалёку базилианскому монастырю. В 1892 году дом был реконструирован. В 1968 году по проекту архитектора Станисловаса Микулёниса дом был реконструирован и частично реставрирован. Код в Регистре культурных ценностей Литовской Республики 286).
Поблизости на той же стороне улицы находится Библиотека музыки и искусства (Muzikos ir meno biblioteka; Arklių g. 20).